# Zgornji Žerjavci
Zgornji Žerjavci – wieś w Słowenii, w gminie Lenart. W 2018 roku liczyła 271 mieszkańców.